# Empolamento
Empolamento ou expansão volumétrica é um fenômeno característico dos solos, importante na terraplenagem, principalmente quanto ao transporte de material.
Quando se escava um terreno natural, o solo que se encontrava num certo estado de compactação, proveniente do seu próprio processo de formação, experimenta uma expansão volumétrica que chega a ser considerável em certos casos.
Após o desmonte o solo assume, portanto, volume solto(Vs) maior do que aquele em que se encontrava em seu estado natural (Vn) e, consequentemente, com a massa específica solta (γs) correspondente ao material solto, obviamente menor do que a massa específica natural (γn).
Assim temos: γs<γn, pois Vs>Vn.
Chama-se fator de empolamento φ1=(γs/γn)<1
Mas, γs=m/Vs, pela definição de massa específica e, γn=m/Vn
temos: φ1=(m/Vs)/(m/Vn)=Vn/Vs
e Vn=φ1.Vs
Chama-se percentagem de empolamento (f) à relação:
f(%)=[(1/φ1)-1].100
É importante notar que nos projetos de terraplenagem, tipicamente os volumes de aterro necessários são calculados geometricamente a partir lançamento do greide sobre o terreno natural. Este volume de material corresponde ao material compactado em uma das energias previstas no projeto (Normal, Intermediária ou Modificada). Usualmente esta compactação tende a resultar em valores de massa específica superiores àquela do material proveniente do corte. Desta forma há necessidade de se considerar o peso específico em três condições: no seu estado natural, solto para transporte e compactado no aterro controlado. A relação entre estas várias massas específicas é conhecida nos estudos de terraplenagem como "fatores de homogeinização". Entre eles o fator de empolamento é o que correlaciona a massa específica no estado natural do solo e a massa específica na condição solta para transporte.